# Požega
Požega ([pôʒeɡa]) es una ciudad de Croacia, centro administrativo del condado de Požega-Eslavonia.

## Geografía
Se encuentra a 173 km de la capital nacional, Zagreb. Situada al oeste del histórica región de la Eslavonia central y al sudoeste del Valle de Požega.

## División administrativa
La ciudad de Požega, además de ella misma, incluye un total de 32 asentamientos. Según el censo de 2021, tenía 22.364 habitantes mientras que los datos correspondientes a sus asentamientos son los que siguen:
- Alaginci. 170
- Bankovci. 94
- Crkveni Vrhovci. 18
- Ćosine Laze. 17
- Dervišaga. 731
- Donji Emovci. 136
- Drškovci. 357
- Emovački Lug. 23
- Golobrdci. 281
- Gornji Emovci. 117
- Gradski Vrhovci. 16
- Komušina. 64
- Krivaj. 32
- Kunovci. 82
- Laze Prnjavor. 7
- Marindvor. 118
- Mihaljevci. 638
- Nova Lipa. 61
- Novi Mihaljevci. 202
- Novi Štitnjak. 91
- Novo Selo. 377
- Požega. 16.894
- Seoci. 83
- Stara Lipa. 158
- Šeovci. 103
- Škrabutnik. 11
- Štitnjak. 45
- Turnić. 61
- Ugarci. 43
- Vasine Laze. 20
- Vidovci. 1.284

## Demografía
| Evolución de la población de Pozega entre 1857 y 2021               |
|                                                                     |
| Según los censos de población de la oficina estadística de Croacia. |